# Kaplica Niepokalanego Poczęcia Najświętszej Marii Panny w Ulanowie
Kaplica Niepokalanego Poczęcia Najświętszej Marii Panny w Ulanowie (Zwolakach) – kaplica rzymskokatolicka zbudowana w 1872 w Dąbrowicy i przeniesiona w 1981 do Zwolaków, części Ulanowa.
Obecnie pełni funkcję rzymskokatolickiej kaplicy Niepokalanego Poczęcia NMP parafii w Ulanowie. 

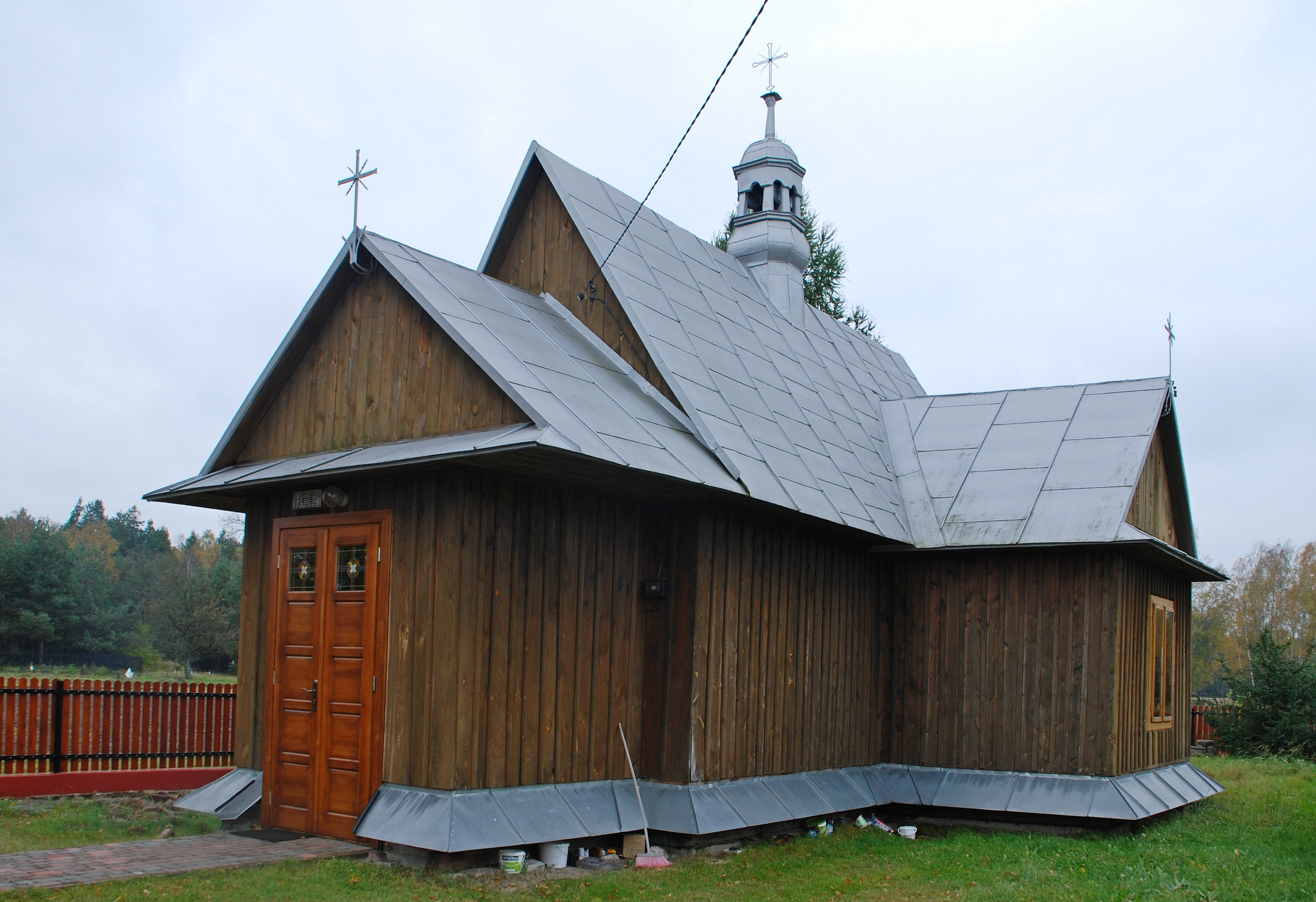
Widok ze strony płn.-zach.
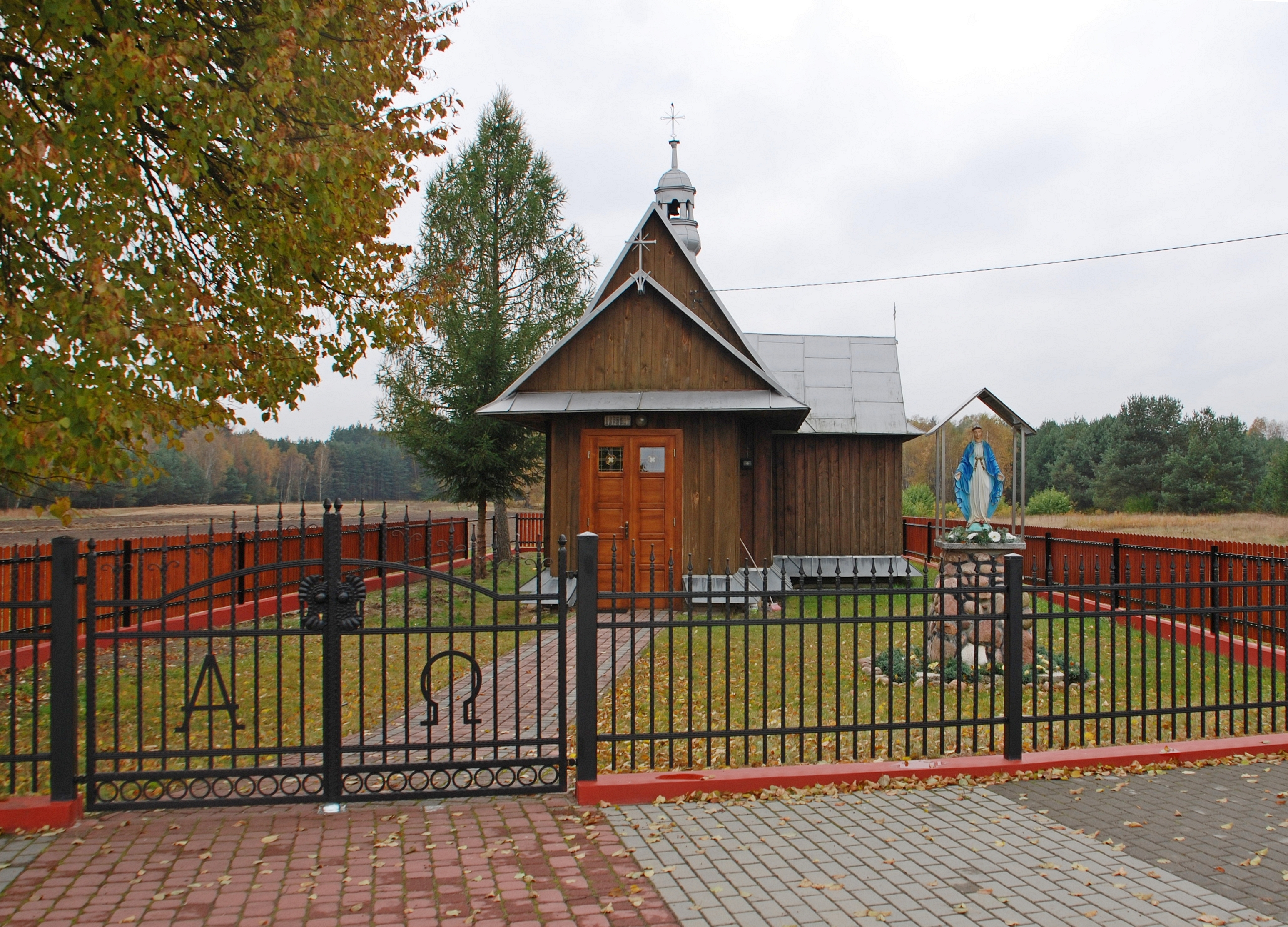
Elewacja frontowa
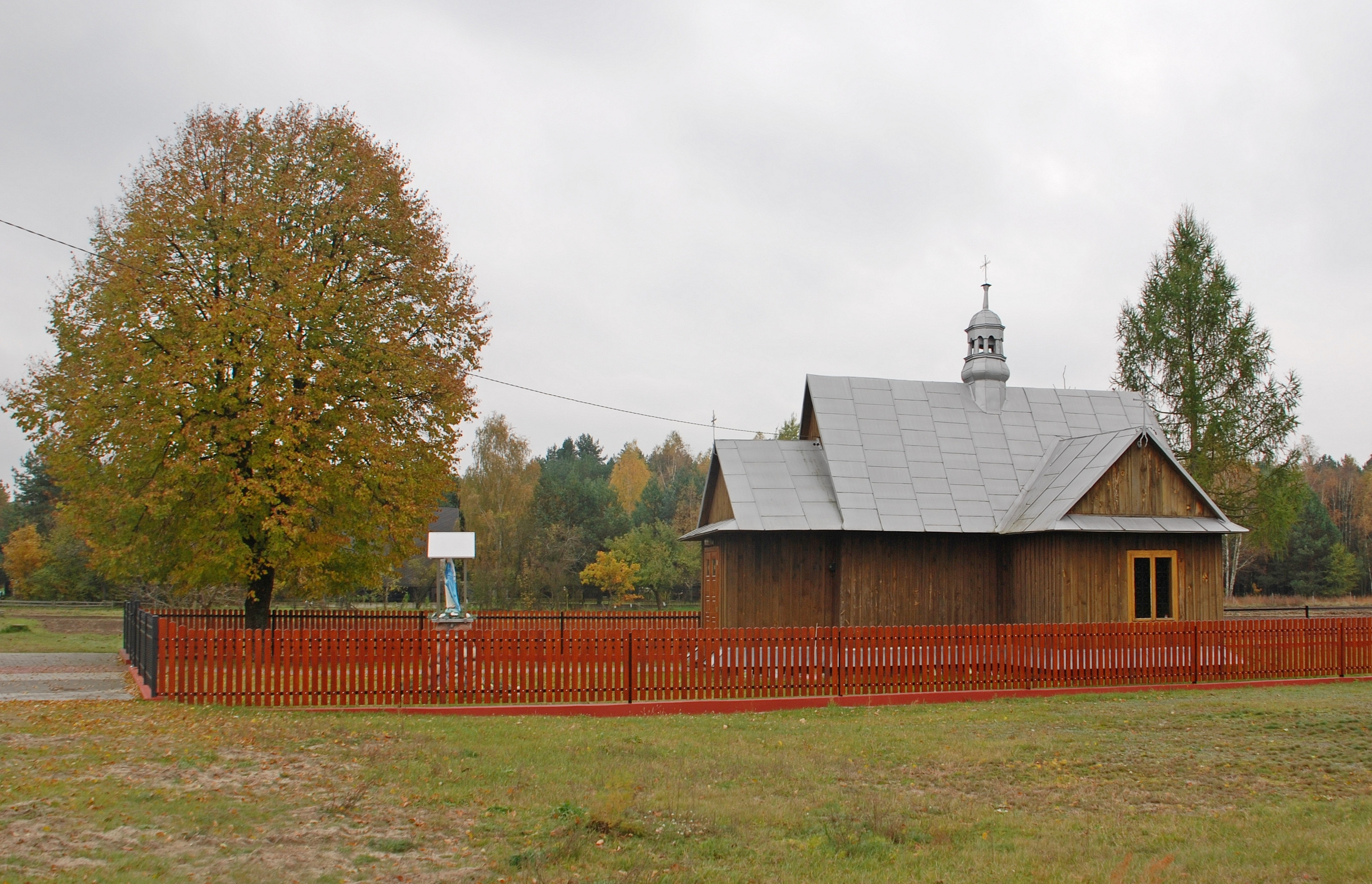
Widok ogólny